# طول آرام
طول آرام، روستایی است از توابع بخش مرکزی شهرستان مینودشت در استان گلستان ایران.

طول آرام. (اِخ) دهی از دهستان کوهسارات بخش مینودشت شهرستان گرگان در ۶ هزارگزی جنوب خاوری مینودشت. دامنه، معتدل مالاریائی با ۱۲۰ تن سکنه. آب آن از چشمه سار. محصول آنجا غلات و ابریشم. شغل اهالی زراعت و گله داری و صنایع دستی زنان بافتن پارچهٔ ابریشمی و چادر شب. راه آن مالرو است .

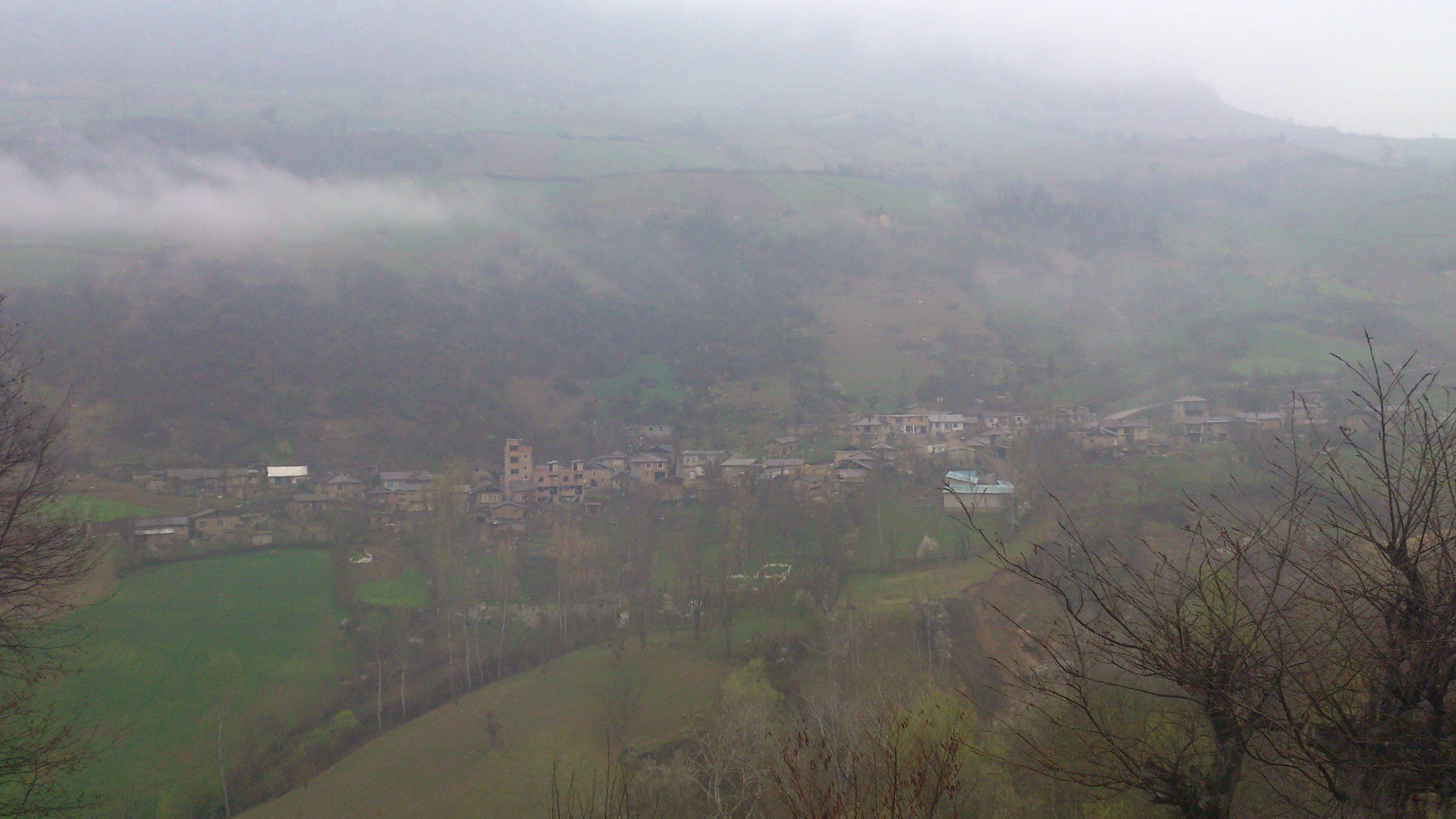
روستای طول آرام

جاذبه‌های طبیعی:

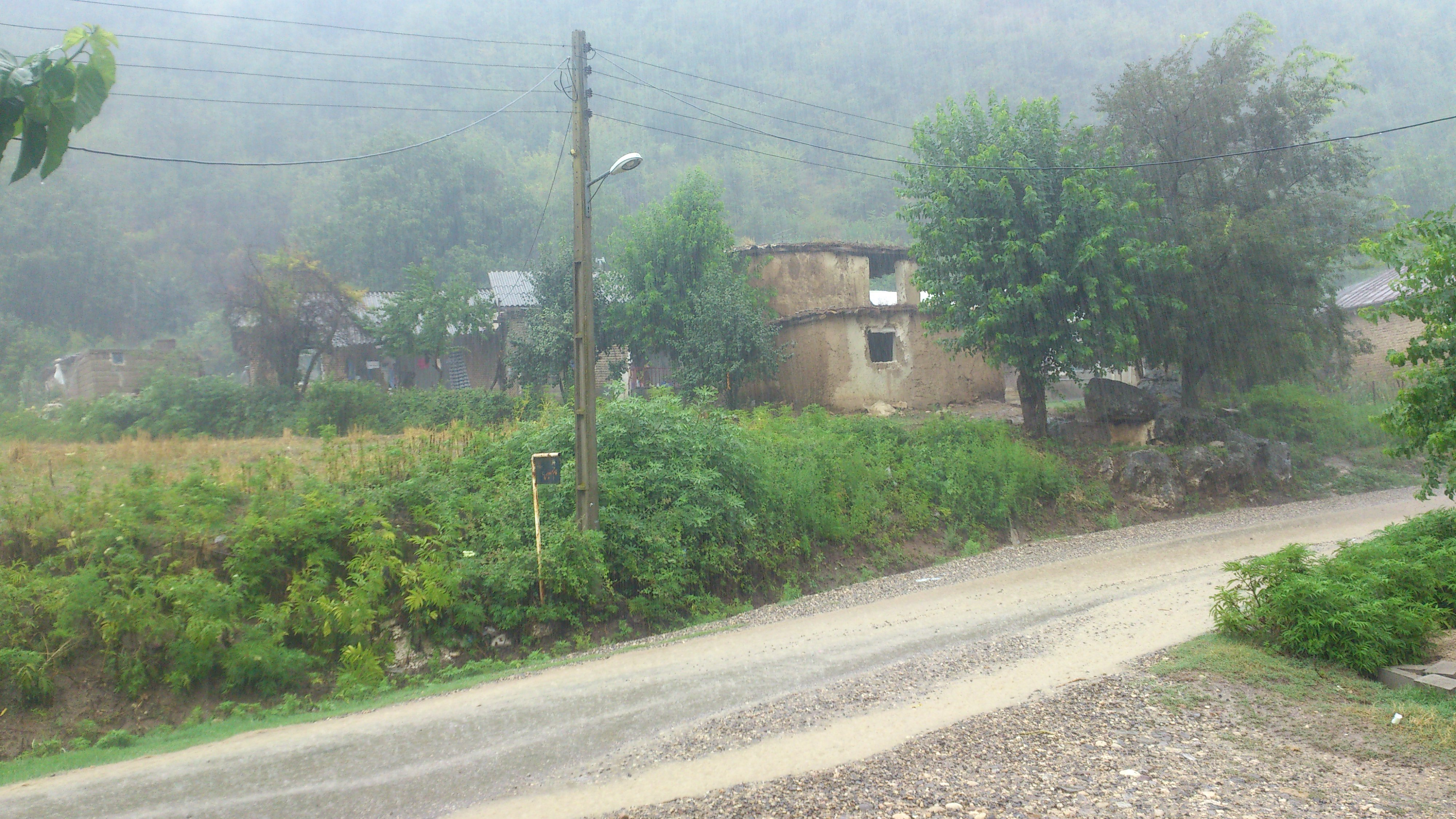
روستای طول آرام

از مهم‌ترین مناظر و جاذبه‌های طبیعی روستای طول آرام می‌توان به 'تنگه چهل چای' و 'آق چشمه' اشاره نمود که سالانه پذیرای مسافران زیادی می‌باشد.

## جمعیت
این روستا در دهستان چهل‌چای قرار داشته و بر اساس سرشماری سال ۱۳۸۵ جمعیت آن ۲۰۳ نفر (۴۷ خانوار)
بوده‌است.

## منابع

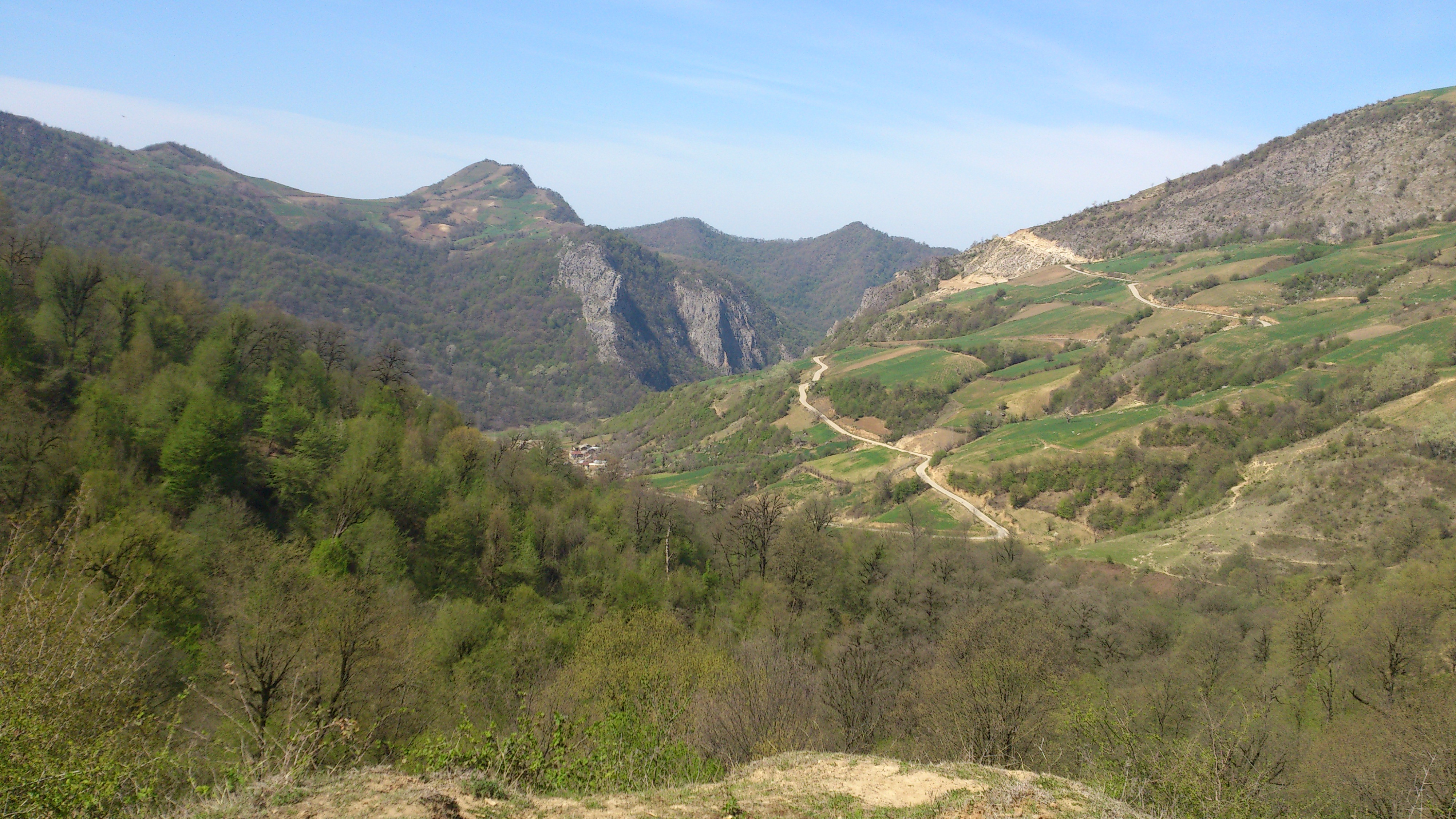